# Homalium aneityense
Homalium aneityense är en videväxtart som beskrevs av André Guillaumin. Homalium aneityense ingår i släktet Homalium och familjen videväxter. Inga underarter finns listade i Catalogue of Life.